# Chintpurni
Chintpurni (o Sola Singhi) és una serralada muntanyosa al districte d'Hoshiarpur, al nord-est de Panjab tot formant el límit oriental del Jaswant Dun. S'inicia prop de Talwara a la vora del riu Beas, i va cap al sud-est fins al districte de Kangra a Himachal Pradesh. El seu punt culminant és l'estació de Bharwain, a uns 45 km d'Hoshiarpur a la carretera de Dharamsala de 1.208 metres; llavors continua fin al Sutlej. Una branca acaba a la muntanya de Naina Devi on hi ha un temple. Al darrere d'aquest riu s'anomena com serralada de Nalagarh.